# Jan Cornelis van der Heide
Jan Cornelis van der Heide (Oegstgeest, 29 februari 1948) is een Nederlands schrijver, hypnotherapeut, radiomaker en paragnost.

## Media-optredens
Van der Heide is een veelgevraagde gast in geschreven media en radio- en televisieprogramma's waarin aandacht besteed wordt aan paranormale onderwerpen.
De Amerikaanse paranormaal onderzoeker Hans Holzer heeft in zijn boek The Prophecies in diverse hoofdstukken geschreven over de voorspellingen van Van der Heide.

## Radio
Van der Heide is de presentator van het radioprogramma Paravaria bij Radio Merlijn.